# Vincenzo Vela
Vincenzo Vela (Ligornetto, cantón del Tesino, Suiza, 3 de mayo de 1820 - Mendrisio, cantón del Tesino, Suiza, 3 de octubre de 1891) fue un escultor suizo, activo principalmente en el norte de Italia.

## Biografía
Vicenzo Vela nació en Ligornetto, en el lado de Ticino. Siendo niño trabajó como cantero en minas de Besazio y recibió su formación inicial en Viggiù y después se trasladó a Milán, donde trabajó en la Catedral y se matriculó en la Academia de Bellas Artes de Brera en 1832.
La influencia de Lorenzo Bartolini lo llevó a la adopción de una aproximación naturalista, y en los inicios de 1840, observó un número de figuras en vestido contemporáneo en obvio contraste a la aproximación clásica todavía dominante en la escultura.
Francesco Hayez jugó una parte activa en asegurarle comisiones prestigiosas para la aristocracia liberal y la burguesía de Lombardía, sobre todo para trabajos de una naturaleza patriótica en los que alude a la situación política italiana. Después de una breve estancia en Roma, se enlistó en 1848 para servir como voluntario en la primera guerra de independencia. 
Después se mudó a Turín, donde estuvo en la Academia Albertina en 1852. Su repertorio de monumentos funerarios, retratos y los trabajos públicos inspirados la lucha para la liberación nacional, probaron tener un gran éxito también en Francia, donde su trabajo dedicado a los últimos días de la vida de Napoleón ganó un premio en la Exposición Universal de París de 1867 y le aseguró renombre. Regresó a Ligornetto en el mismo año y residió en la villa construida para albergar los trabajos de sus estudios en Turin. Su producción madura está caracterizada por un repertorio de retratos y monumentos funerarios, en los que se incluye un relieve naturalista dedicado a los 199 trabajadores muertos durante la construcción del túnel ferroviario de San Gotardo (La vittime del laboro, 1882-1883).

## Obra

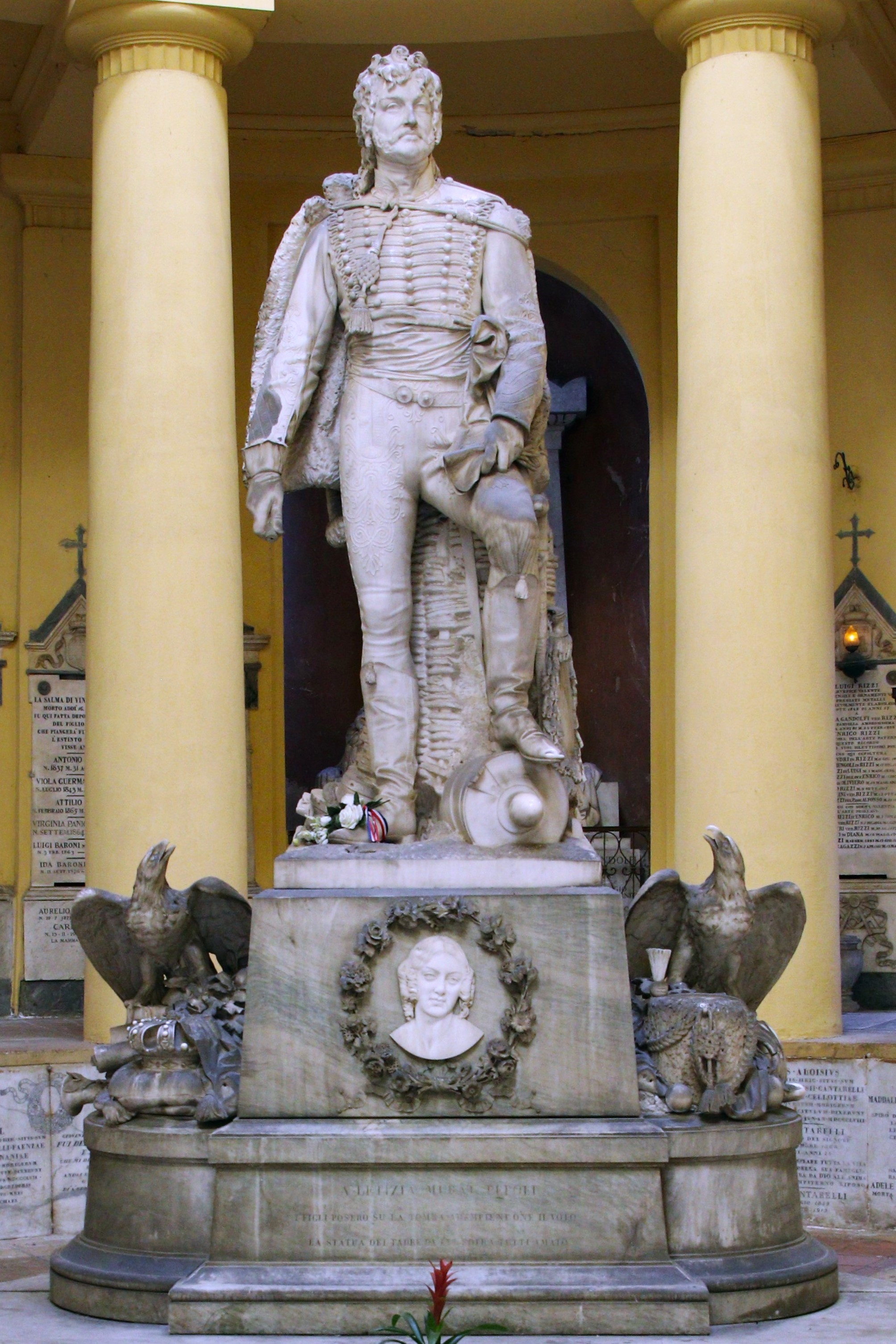
Estatua de Joaquín Murat en el cementerio monumental de la Cartuja de Bolonia.

Su primera pieza ganadora de un premio fue en el concurso del Brera, un bajorrelieve que describe el Regreso de Odiseo a Ítaca. Después, ganó en la competencia de Venecia (ganando medalla de oro y 60 cequíes) –entre distintas postulaciones del norte de Italia– con un modelo de una escultura que representa a Cristo resucitando a la hija de Jairo. Con este premio, Vicenzo viajó a Roma para estudiar y trabajar. Regresó a Milán para pelear en las guerras de independencia contra Austria. Una vez que la rebelión fue contenida, Vela terminó su estatua de mármol de Espartaco rompiendo sus cadenas (1847-1849).
Posteriormente, Vela rechazó la oferta de las autoridades austriacas para unirse a la Academia de Bellas Artes en Milán. Fue encarcelado por sus visiones políticas y exiliado de su hogar en Suiza. Entonces empezó a trabajar en la estatua del carabinero Francesco Cartoni, asesinado por los austriacos en Sommacampagna, y una estatua de Guillermo Tell para Lugano (1856).
En 1852, aceptó una plaza de profesor para la Academia Albertina en Turín. Ahí completó Rassegnazione para la condesa Loschi de Vicenza; una estatua para el matemático Gabrio Piola; una estatua del poeta Tommaso Grossi (1857-1858); uno del filósofo Antonio Rosmini; una Minerva para Lisboa; una estatua de Cuenta Cavour para el atrio de la Bolsa en Génova; un monumento a Gaetano Donizetti, con una alegoría femenina representando a Armonía llorando junto al retrato del gran maestro (1855). Su estatua de Esperanza fue para el monumento funerario de la familia Prever de Turín; su Cesare Balbo, para los jardines públicos de Turín. 

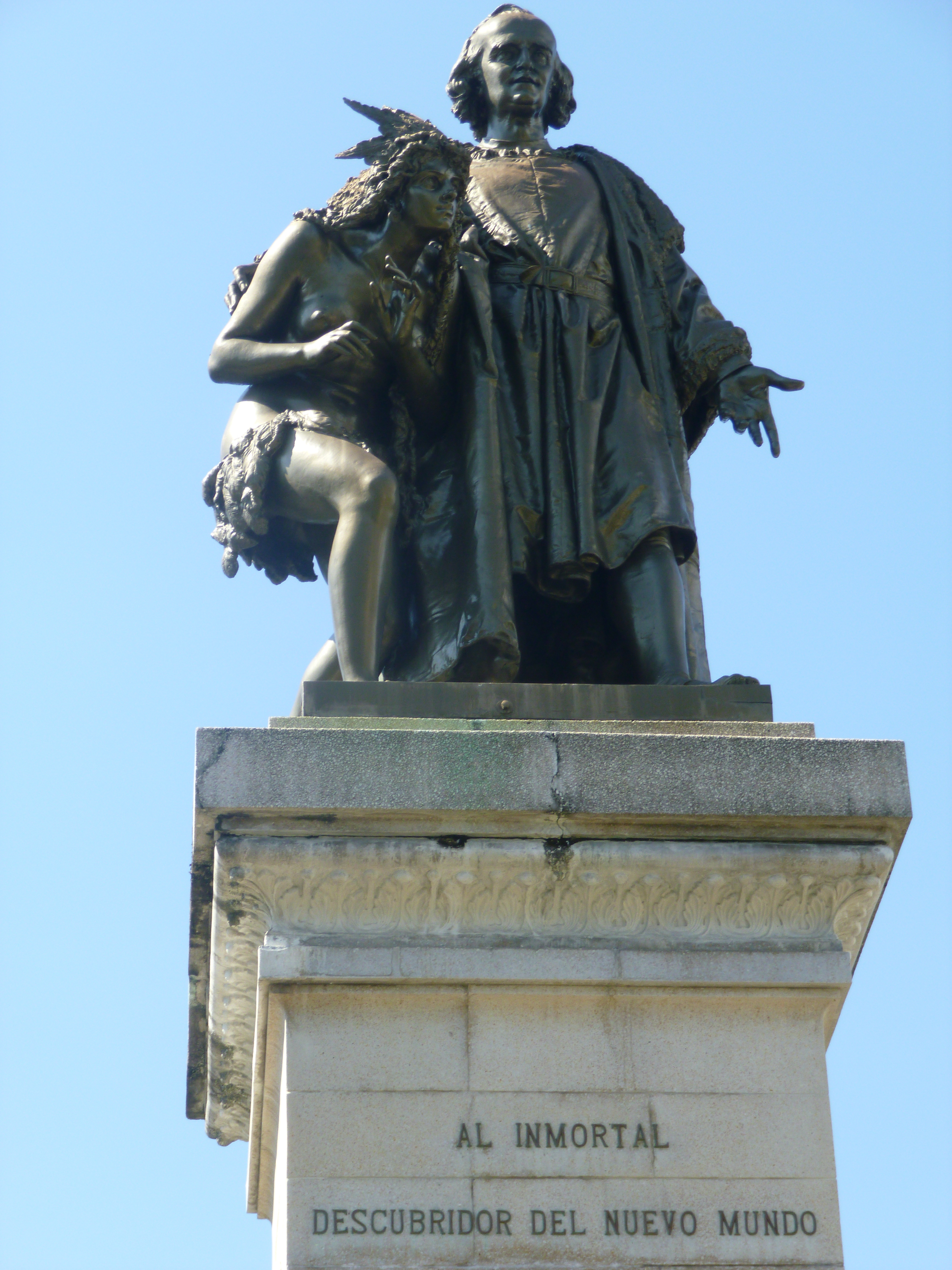
Estatua de Cristóbal Colón, entregada por la emperatriz Eugenia de Montijo a Colombia. Obra de Vincenzo Vela.

También hizo dos estatuas de las reinas María Adelaida de Austria y María Teresa; una Primavera, para la familia Bottàccini; L'Alfiere combattente (1857-1859) edificado frente al Palacio Madama de Turín. Completó un monumento al político italiano Daniele Manin en Turín; una escultura de Víctor Manuel II en el Palacio Cívico de Turín;; una estatua del militar francés Joaquín Murat para el cementerio monumental de la Cartuja de Bolonia; y estatuas de Dante y Giotto para Prato della Valle en Padua. En la exposición francesa de 1863, Vela exhibió L' Italia riconoscente alla Francia (1861-1862), donada por Milán a la emperatriz Eugenia de Montijo.
También se le encargó una estatua en bronce de Cristóbal Colón para Veracruz, México, que terminó siendo enviada en 1867 a Panamá como obsequio de Eugenia de Montijo al gobierno de Colombia. Actualmente, la estatua se encuentra en la ciudad de Colón (Panamá) en el Paseo Centenario o Paseo Juan Demóstenes Arosemena.
Otra de sus obras reconocidas es Los últimos días de Napoleón (1866-1867), que muestra al emperador francés en su lecho de muerte.

## Museo Vincenzo Vela
El Museo Vincenzo Vela conserva el legado del escultor Vincenzo Vela y de su hijo, el pintor Spartaco Vela (1854-1895). Se convirtió en un museo público después de su donación al Estado suizo. Se encuentra a los pies del monte San Giorgio, a 500 metros de la frontera con Italia.

## Galería

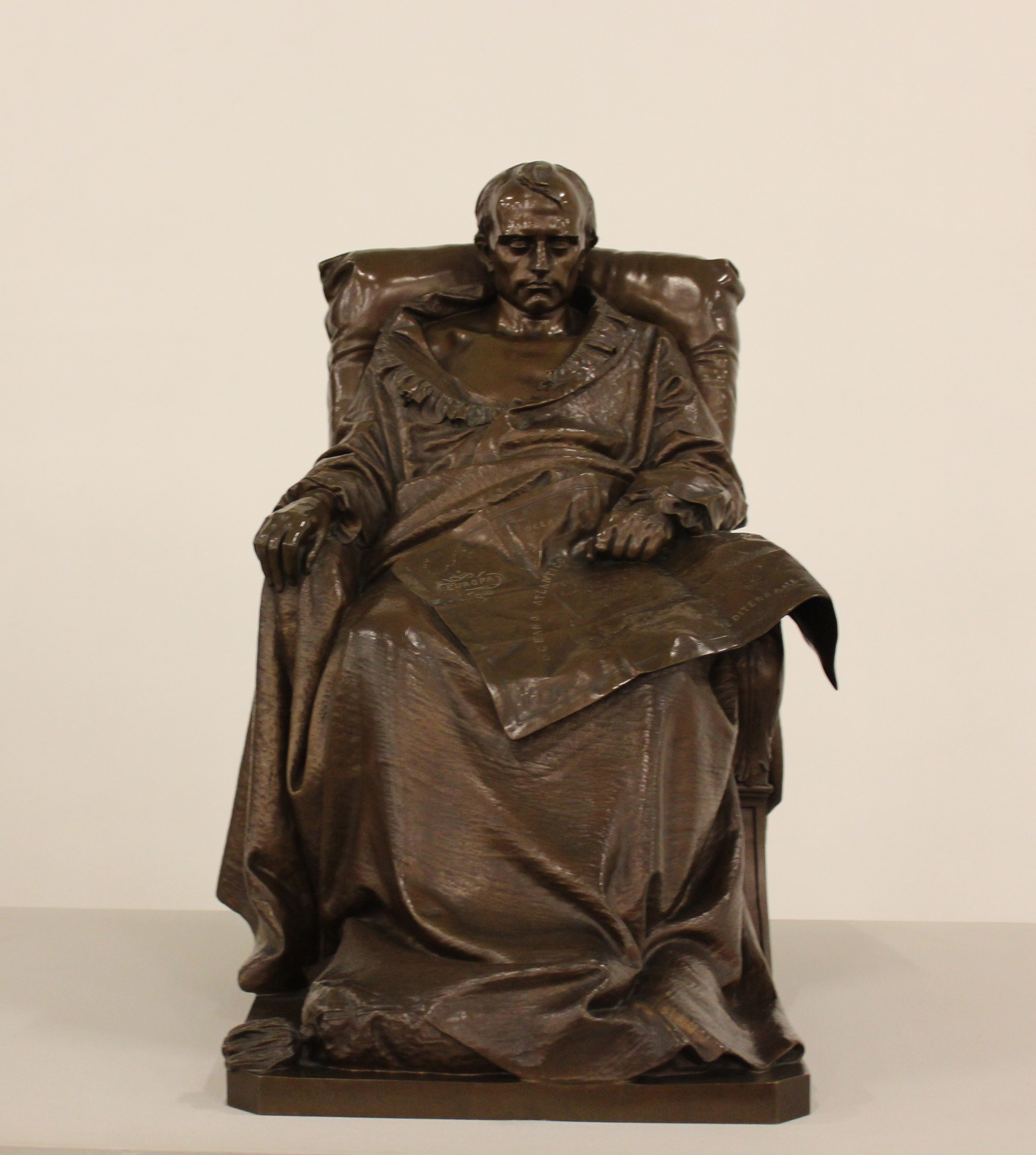
Napoleón derrotado, Museo Soumaya, México.
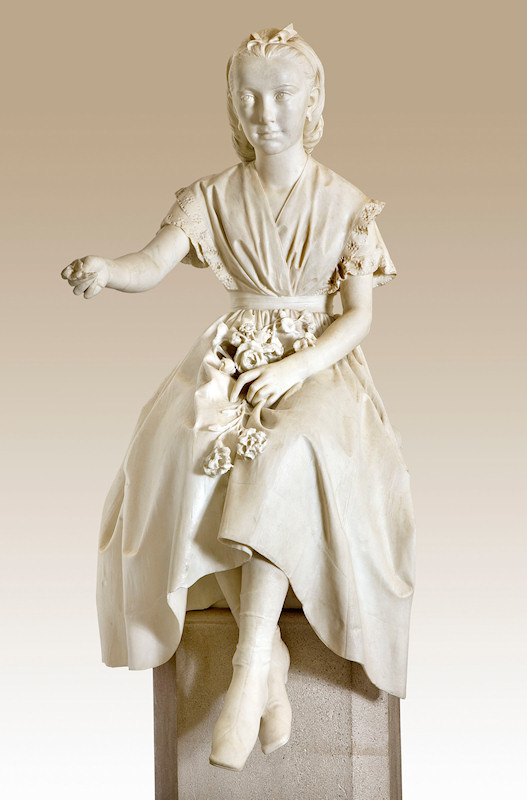
Retrato de la marquesa Virginia Busti Porro en su adolescencia.
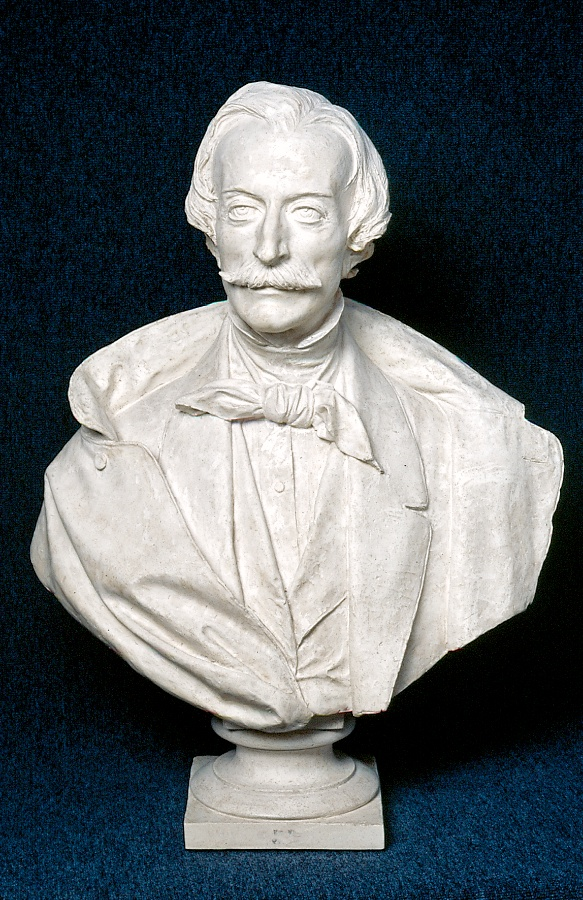
Busto de Massimo Taparelli, marqués de Azeglio.
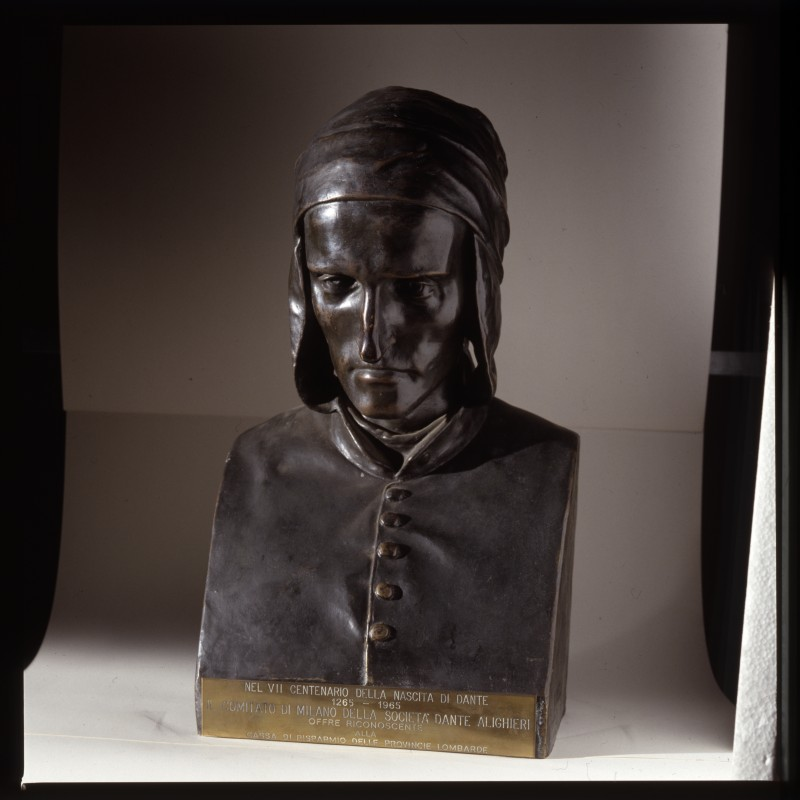
Busto de Dante Alighieri en Prato della Valle en Padua.
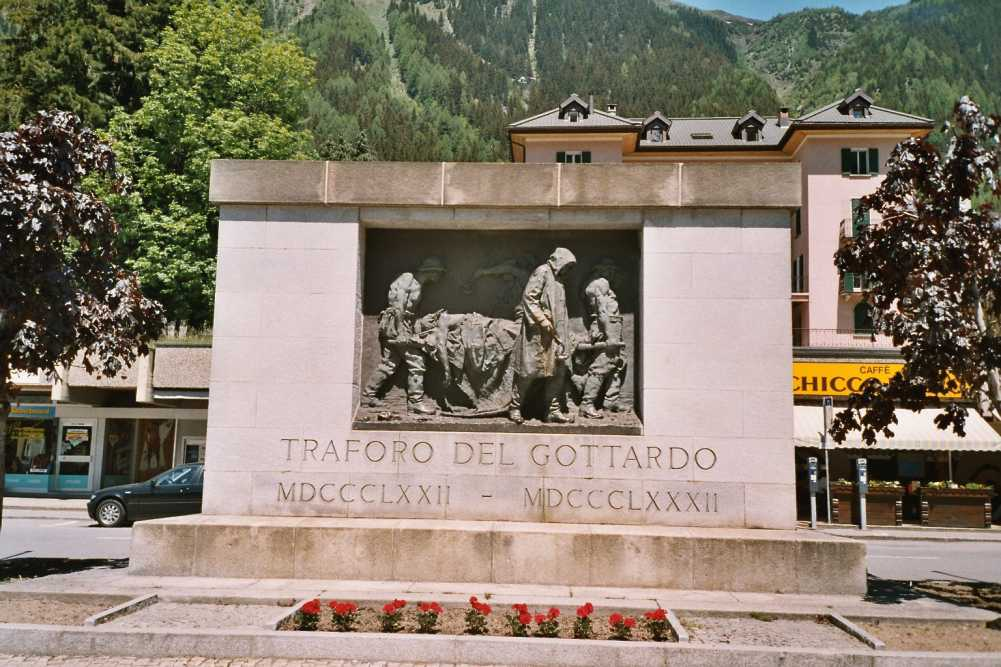
Monumento a los 199 trabajadores muertos durante la construcción del túnel ferroviario de San Gotardo.
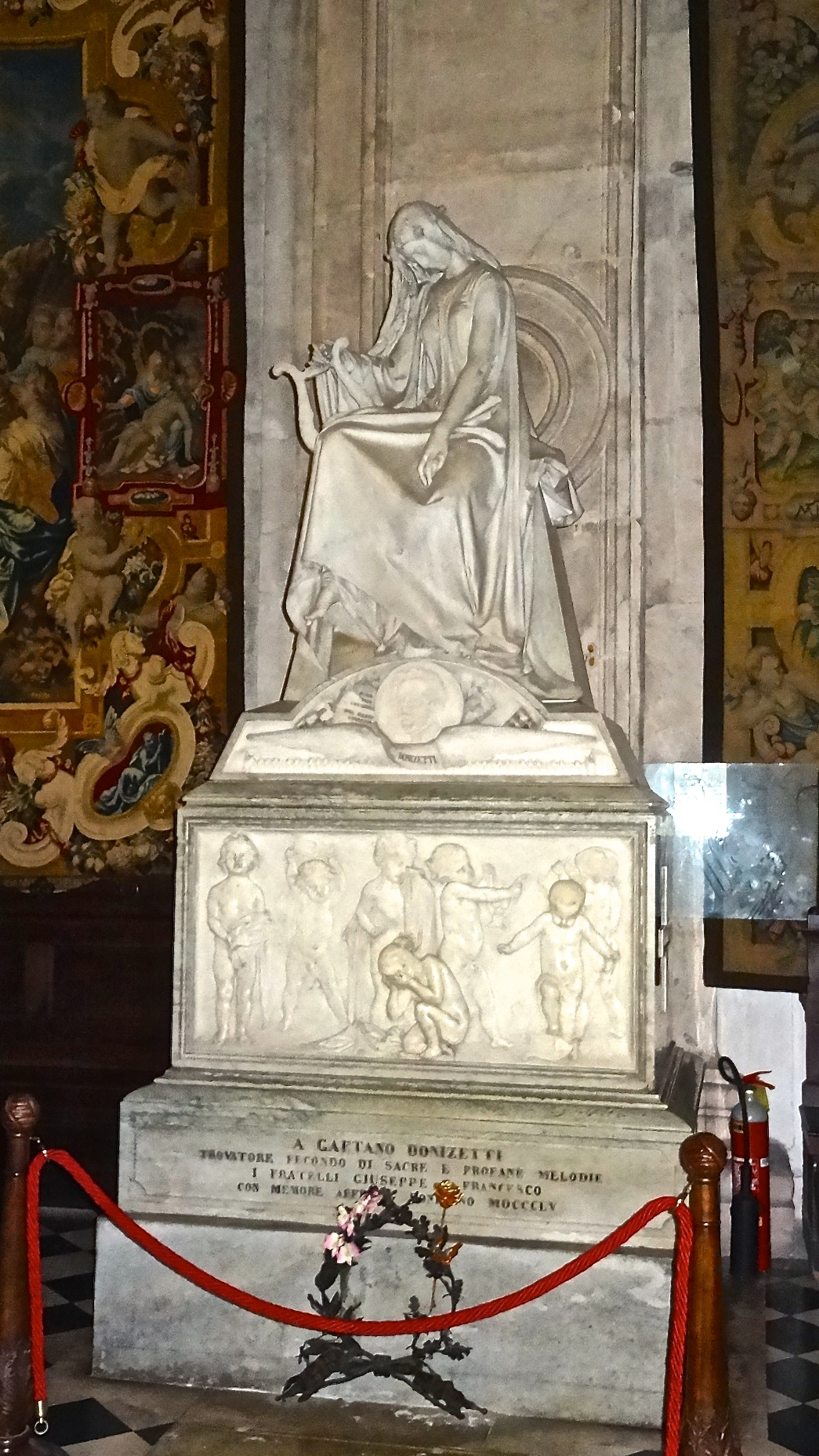
Tumba de Gaetano Donizetti.
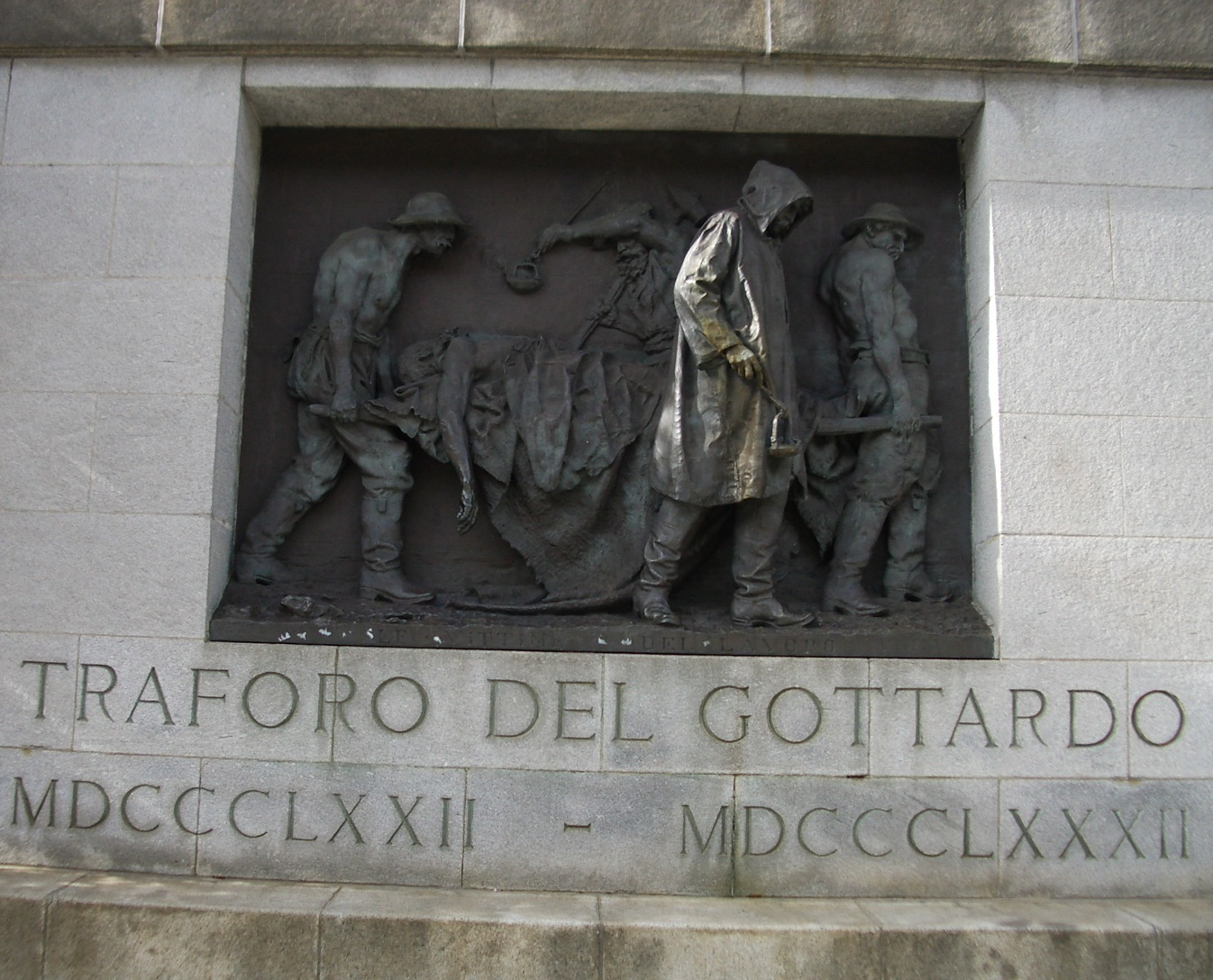
Monumento a trabajadores muertos en túnel ferroviario de San Gotardo.
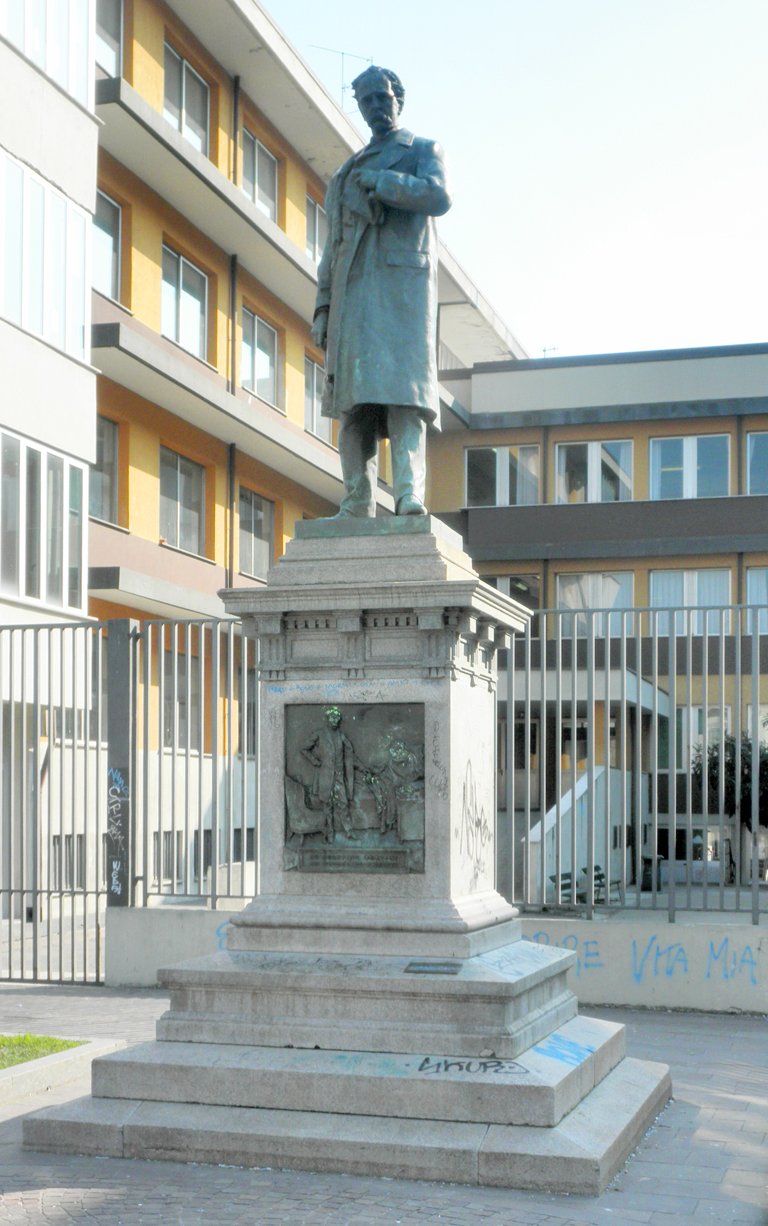
Monumento nacional a Agostino Bertani.
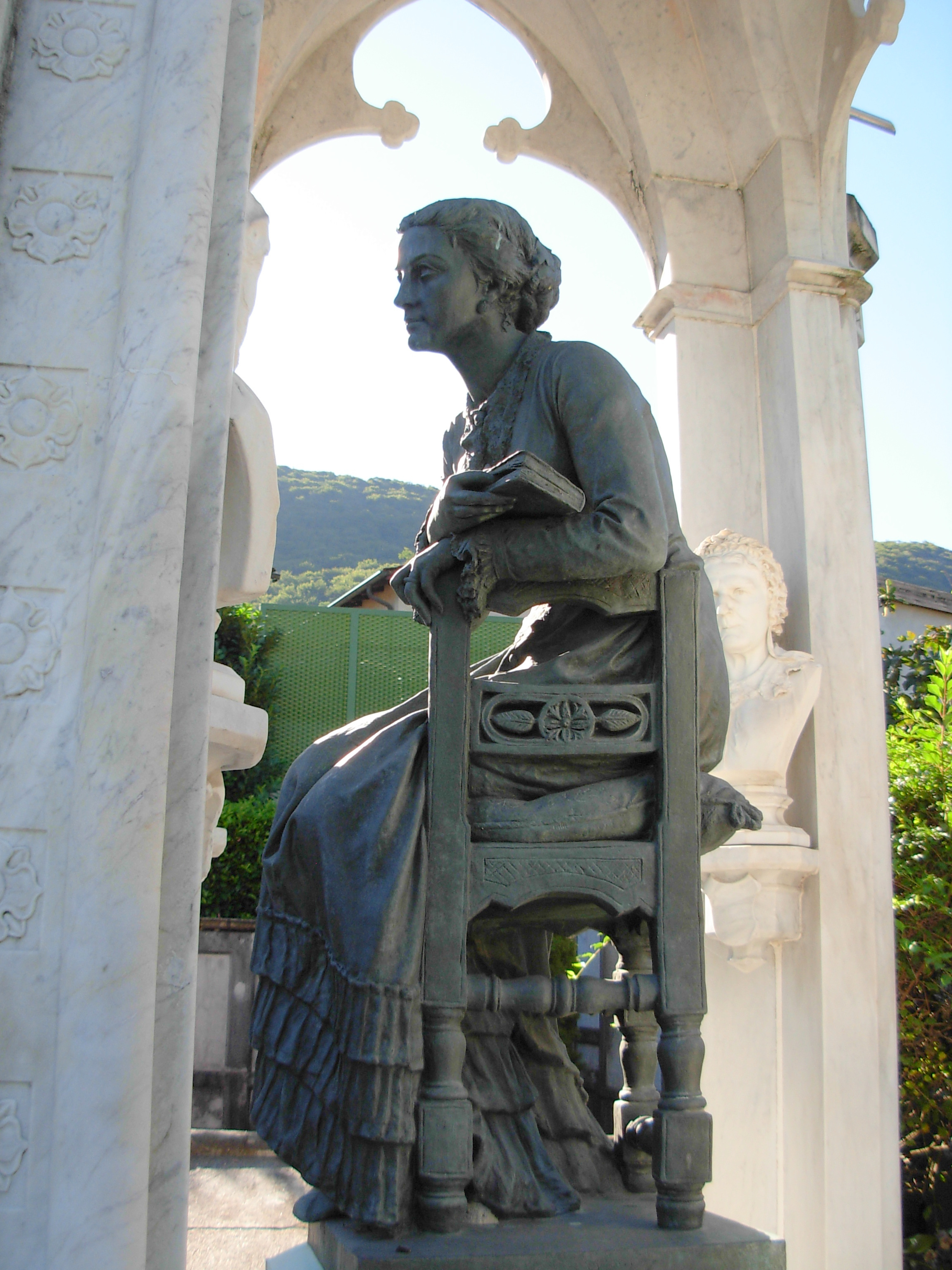
Estatua La Meditación de Vincenzo Vela en Grancia, cantón del Tesino, Suiza.

- Datos: Q693511
- Multimedia: Vincenzo Vela / Q693511